# Ranvier-Schnürring

Nervenzelle mit Axon und Ranvier-Schnürringen

Der Ranvier-Schnürring [rãviˈe] – auch Ranvier’scher Schnürring oder Ranvier-Node genannt – ist ein Abschnitt eines myelinisierten Axons, bei dem die Zellmembran des Axons freiliegt. Eine solche Nerveneinschnürung kann im zentralen Nervensystem zwischen zwei Myelinabschnitten von einem Oligodendrozyt sowie im peripheren Nervensystem zwischen zwei Schwann-Zellen vorkommen.
Benannt ist der Ranviersche Schnürring nach dem französischen Anatomen Louis-Antoine Ranvier (1835–1922), der ihn zuerst 1871 in der Akademie vorstellte (Comptes rendus, 1871) und im März 1872 in seinem Beitrag Recherches sur l’histologie et la physiolige des nerfs ausführlich beschrieb und abbildete:

„Je me propose, dans ce mémoire, de décrire une disposition nouvelle des nerfs, que j’ai communiquée déjà, et de rechercher quelles sont, pour les tubes nerveux, les voies d’échange des matériaux de nutrition et de désassimilation“

.

## Aufbau
Ranvier-Schnürringe haben eine Länge von ca. 1 μm und tauchen entlang des Axon-Verlaufs in einem Abstand von etwa 0,2–2 mm auf. Der zwischen je zwei Ringen gelegene Abschnitt wird als Internodium bezeichnet, der dem Schnürring benachbarte Abschnitt als Paranodium.
Ranvier-Schnürringe sind wichtig für die schnelle saltatorische Erregungsleitung. Das Aktionspotential läuft nicht kontinuierlich entlang der markhaltigen Nervenfaser, sondern „springt“ von Schnürring zu Schnürring. Die Zellmembran im Bereich der Schnürringe hat eine hohe Dichte an spannungsgesteuerten Natriumkanälen und kann bei der Depolarisation einen starken Na+-Einstrom erzeugen. Zwischen diesen wird die elektrische Erregung durch die Isolation der Markscheide elektrotonisch weitergeleitet. Im Bereich des Paranodiums sind Axonmembran und Myelin durch Bindungsproteine (Contactin, Contactin associated protein) fest verbunden.
Die Verbindung von Gliazelle (Oligodendrozyten und Astrozyten im zentralen Nervensystem (ZNS), Schwann-Zellen im peripheren Nervensystem (PNS)) und Axon ist an den Seiten des Schnürrings durch paranodale Septate Junctions verschlossen. Auf diese Weise entsteht ein kleiner abgeschlossener Raum, dessen biochemisches Milieu gut reguliert und gegenüber der Umgebung abgegrenzt werden kann; Diffusionsverluste werden minimiert.